# James Woodget
James Henry Woodget (28 de septiembre de 1874, muerto el 3 de octubre de 1960) fue un atleta británico que compitió en los Juegos Olímpicos de 1908 en Londres.
Woodget ganó la medalla de bronce olímpica en el tira y afloja durante los Juegos Olímpicos de Londres 1908. Formó parte del equipo británico de la Policía Metropolitana de División "K" que quedó en tercer lugar en la competencia del tira y afloja. Se perdió en la semifinal contra el equipo del City of London Police desde entonces ha ganado la final con el equipo de la Policía de Liverpool y estos últimos fueron los campeones olímpicos. El equipo de la Policía Metropolitana de División "K", que ganó finalmente la medalla de bronce contra Suecia. Había cinco equipos que participaron, todas las medallas ganadas por los equipos británicos.